# مستعر كواركي

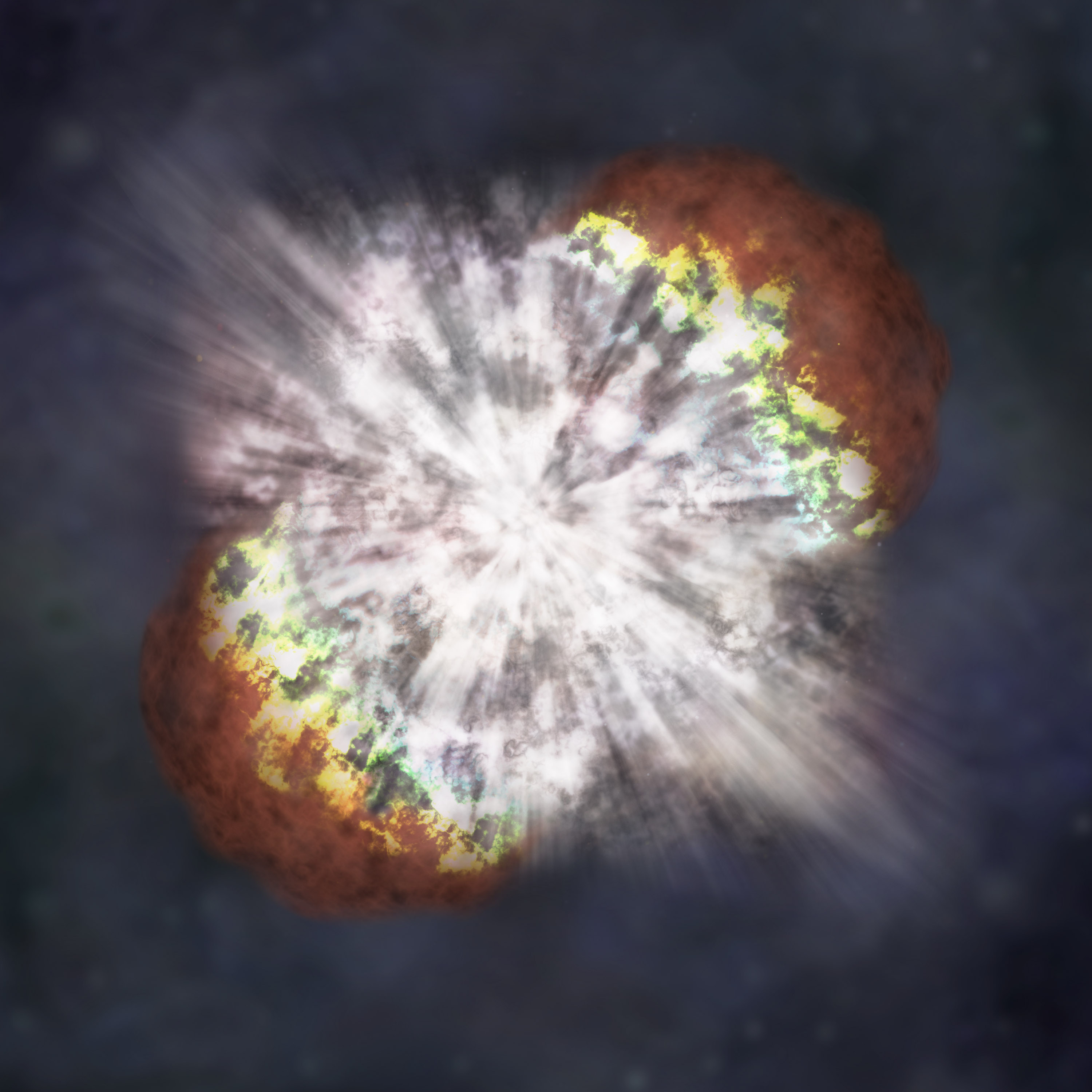

المستعر الكواركي (كوارك نوفا) هو انفجار عنيف افتراضي ناجم عن تحويل نجم نيوتروني (انهيار بُنى النيوترونات داخل النجم النيوتروني) إلى نجم كواركات. على غرار انفجار المستعر الأعظم الذي يبشر بولادة نجم نيوتروني، فإن الكوارك نوفا يبشر بإنشاء نجم كوارك. صيغ واقترح مصطلح كوارك نوفا في عام 2002 من قبل الدكتور رشيد عويد و. جي. دي وإم. دي (جامعة كالكوتا، الهند).

## عملية المستعر
عندما تنخفض سرعة دوران النجم النيوتروني، قد يتحول إلى نجم كوارك من خلال عملية تعرف بانحصار الكوارك. سيكون باطن النجم الناتج مكون من مادة الكوارك. ومن شأن هذه العملية أن تطلق كميات هائلة من الطاقة، وربما تفسر هذة العملية طبيعة الانفجارات الأكثر نشاطا في الكون. قدرت الحسابات أن مقدار الطاقة المتحررة نتيجة مرحلة الانتقال داخل النجم النيوتروني تصل إلى 1047 جول. وقد يكون المستعر الكواركي أحد أسباب انفجارات أشعة غاما. وفقا لجايكومار وآخرون. وقد تشارك المستعرات الكواركية أيضا في إنتاج العناصر الثقيلة مثل البلاتين من خلال عملية الاصطناع النووي التي تحدث عند انهيار المستعرات العظمى.
الأدلة المباشرة على المستعرات الكواركية قليلة؛ ومع ذلك، فإن عمليات الرصد الأخيرة للمستعرات الأعظمية م أ 2006 جي واي وم أ 2005 إيه بي قد يشير إلى وجودها.